# الکساندر مکنزی
الکساندر مکنزی (انگلیسی: Alexander Mackenzie؛ زاده ۲۸ ژانویهٔ ۱۸۲۲ – درگذشته ۱۷ آوریل ۱۸۹۲) یک سیاست‌مدار اهل کانادا بود. مکنزی بین سال‌های ۱۸۷۳–۱۸۷۸ نخست‌وزیر کانادا بود